# Maryse Bastié

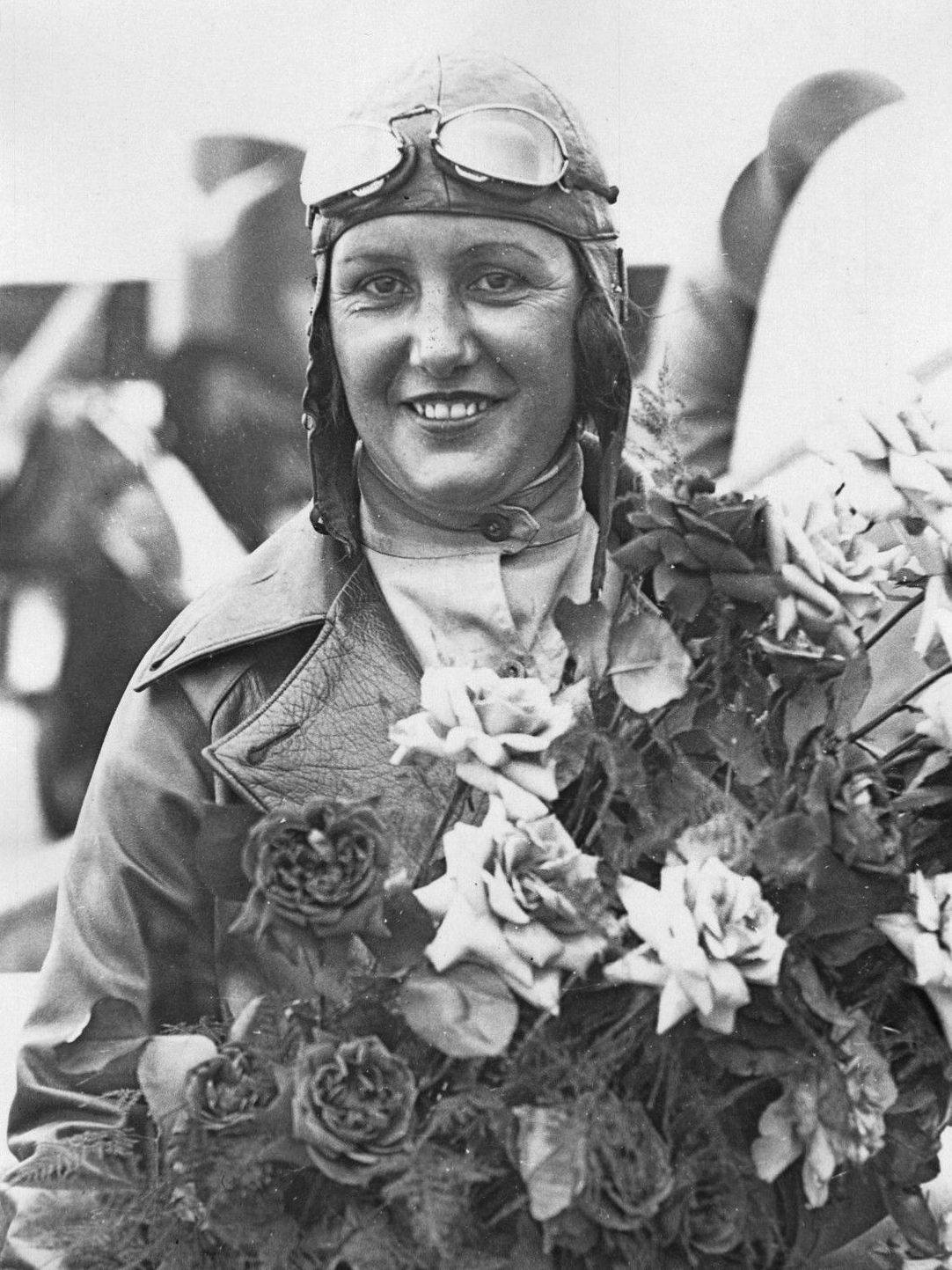
Maryse Bastié, 1932

Maryse Bastié (* 27. Februar 1898 in Limoges; † 15. Juli 1952 in Bron, gebürtige Marie-Louise Bombec) war eine französische Flugpionierin. Von ihren Landsleuten wurde die Rekordfliegerin Dauerläuferin am Firmament, Sprinterin der Lüfte oder unser Himmels-Trumpf genannt. In Frankreich tragen noch heute Schulen, Theater und Straßen ihren Namen.

## Leben

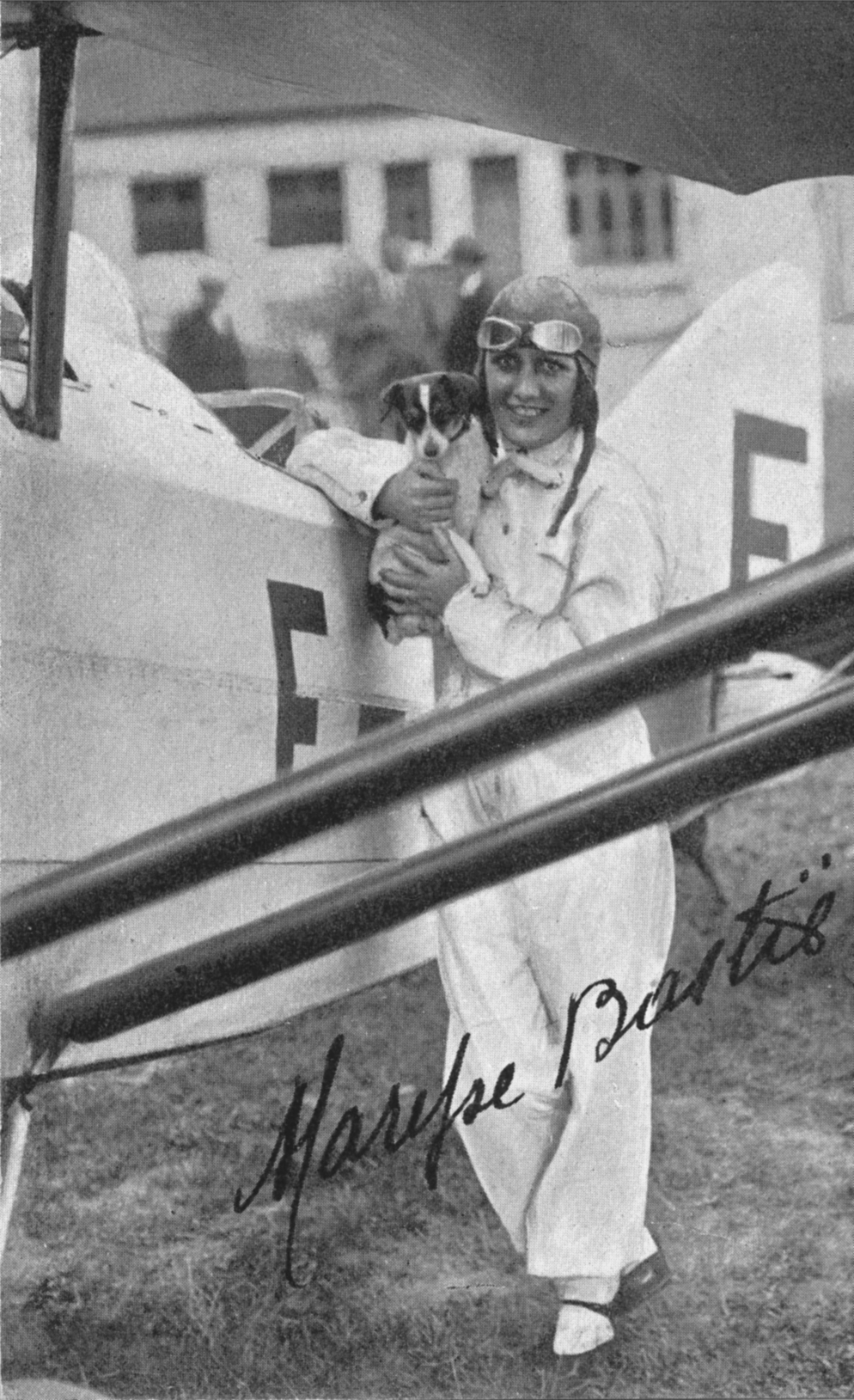
Maryse Bastié Anfang der 1920er Jahre

Die als Marie-Louise Bombec geborene Französin wurde im Alter von elf Jahren Halbwaise und wuchs in bescheidenen Verhältnissen auf. Ihre erste Ehe wurde nach kurzer Zeit geschieden und ihr Sohn aus dieser Ehe verstarb früh. 1924 heiratete sie den Lieutenant Louis Bastié, einen Weltkriegspiloten, dessen Leidenschaft für das Fliegen sie übernahm und 1925 eine Pilotenlizenz erwarb. Trotz des Todes des Ehemanns 1926 durch einen Absturz hielt sie an dieser Leidenschaft fest und erwarb weitere Fluglizenzen und ein erstes eigenes Flugzeug. Maryse Bastié erhielt 1928 als erste Französin den Führerschein für Passagierflugzeuge und stellte in den 1930er Jahren acht Weltrekorde auf. Am 28. Juli 1929 machte sie erstmals von sich reden, als sie mit 26 Stunden 48 Minuten den Alleinflug-Dauerrekord für Frauen aufstellte und diesen, nach Verbesserung durch Léna Bernstein auf über 35 Stunden, 1930 auf 37 Stunden 55 Minuten erhöhte.
Am 28. Juni 1931 startete sie zu ihrem ersten Langstreckenflug, der sie in einer 40-PS-Klemm Kl 25 von Paris über den Norden Frankreichs und Deutschland nach Russland führte. Ohne Zwischenlandung erreichte sie Urino bei Nischni Nowgorod, was der Nonstop-Langstrecken-Weltrekord für Frauen war und sie international so bekannt machte, dass sie zukünftig von der Fliegerei und den Werbeeinnahmen leben konnte. Sie gründete eine eigene Flugschule. Arthur Sanfourche, der Vater des Künstlers Jean-Joseph Sanfourche, war einer ihrer Mechaniker.
Im Jahr 1934 flog sie als erste Frau die Strecke Paris–Tokio hin und zurück. Nachdem die Neuseeländerin Jean Batten als erste Frau den südlichen Atlantik überflog, wollte Bastié dieselbe Strecke in kürzerer Zeit fliegen. Am 30. Dezember 1936 startete sie in einer Caudron Simoun von Dakar nach Natal (Brasilien), das sie in 12 Stunden 5 Minuten erreichte, womit sie ihre Konkurrentin um eine gute Stunde unterbot. Die Durchschnittsgeschwindigkeit betrug 260 km/h. Bei ihrer Rückkehr nach Frankreich wurde sie zum Offizier der französischen Ehrenlegion ernannt.
→ Der Atlantikflug von Maryse Bastié
In den 1930er Jahren arbeitete sie als Verkaufsdirektorin bei einem Motoren- und Flugzeughersteller. Im Zweiten Weltkrieg diente Bastié in der französischen Luftwaffe (Versorgungsstaffel) unter General de Gaulle.
Ab 1951 arbeitete Bastié für das Zentrum für Flugversuche (Centre d’essais en vol) in der Öffentlichkeitsarbeit. Die Pilotin, die ihr Leben lang ohne schwere Unfälle flog, kam im Juli 1952 als Passagier beim Absturz einer Noratlas nach einer Airshow auf dem Flughafen Lyon-Bron ums Leben. Sie wurde auf dem Cimetière Montparnasse im Süden der französischen Hauptstadt beigesetzt.
1955 wurde Maryse Bastié durch die Ausgabe einer französischen Luftpostmarke mit ihrem Bild geehrt.

## Rekorde
- 10. Juni 1930: Internationaler Dauerflugrekord für Leichtflugzeuge (Klemm Kl 25 D-1816, 22 Stunden 24 Minuten über Le Bourget)[3]
- 18. August 1930: Verbesserung des Dauerflugrekords für Leichtflugzeuge, mit 25 Std. 55 Min. (erneut in Klemm 25 mit Salmson 9Ad-Motor, wieder über Le Bourget)[4]
- 4. September 1930: Verbesserung des Dauerflugrekords für Leichtflugzeuge, mit 37 Std. 55 Min. (nochmals in Klemm 25 mit Salmson 9Ad-Motor und über Le Bourget)[5] und gleichzeitig neuer Dauerflugrekord für Frauen[6]
- 29. Juni 1931: Klassenrekord für Leichtflugzeuge für Flüge in gerader Linie, mit 2976,91 km von Le Bourget nach Urino (Sowjetunion), wieder in einer Klemm 25 mit 40-PS-Salmson-9Ad-Motor der Klasse CIII (bis 1931)[7] und C.II (ab 1931)[8]; gleichzeitig nonstop-Langstreckenrekord für Frauen[9]
- 1934: Paris–Tokio als erste Frau
- 1936: Geschwindigkeitsrekord für die Strecke Dakar–Natal